# Vranić (Kotor-Varoš)
Vranić (szerbül: Вранић), falu Bosznia-Hercegovinában, a Bosanska Krajina keleti részén, Kotor-Varoš községben, a Szerb Köztársaságban. 

## Fekvése
A település Bosznia-Hercegovina északi részén, Banja Lukától légvonalban 18, közúton 39 km-re délkeletre, községközpontjától légvonalban 4, közúton 6 km-re északnyugatra, a Čemernica-hegység keleti nyúlványain, 340-600 méteres magasságban található. 

## Népessége
| Nemzetiségi csoport | Népesség 1991 | Népesség 2013 |
| ------------------- | ------------- | ------------- |
| Szerb               | 0             | 0             |
| Bosnyák             | 277           | 145           |
| Horvát              | 0             | 0             |
| Jugoszláv           | 0             | 0             |
| Egyéb               | 0             | 1             |
| Összesen            | 277           | 146           |

## Története
A muszlim lakosságú falu 1878-ig tartozott az Oszmán Birodalomhoz, ekkor a berlini kongresszus határozata alapján az Osztrák-Magyar Monarchia része lett. 1879-ben az első osztrák-magyar népszámlálás során a Banja Luka-i járáshoz tartozó településnek 30 háztartása, 130 muszlim és 25 ortodox lakosa volt. 1910-ben a Kotor Varoš-i járáshoz tartozó Šibovi községbe tartozó településen 44 háztartást, 216 muszlim és 36 ortodox lakost találtak. A monarchia szétesésével 1918-ban előbb a Szerb-Horvát-Szlovén Királyság, majd 1929-től a Jugoszláv Királyság része lett. 1921-ben 217 lakosa volt, akik közül 188 muszlim bosnyák, 28 ortodox szerb és 1 római katolikus volt. Az 1929-es törvény értelmében, amikor Bosznia-Hercegovinát négy banovinára, Drinskára, Vrbaskára, Zetskára és Primorskára osztották, a település a Vrbaska banovina része lett, amelynek székhelye Banja Luka volt. Jugoszlávia megszállása után a Független Horvát Állam (NDH) része lett. A második világháború után 1992-ig a szocialista Jugoszlávia részeként a Bosznia-Hercegovinai Népköztársasághoz tartozott. A boszniai háborúban a falu muszlim lakosságát elűzték, mecsetüket lerombolták. A boszniai háborút lezáró daytoni békeszerződést követő területfelosztásnál Kotor-Varoš község részeként a Szerb Köztársaság területéhez került.

## Nevezetességei
A falu újjáépített mecsetét 2024. július 20-án nyitották meg. A vranići mecset volt az egyik legrégebbi mecset Kotor-Varoš község területén. A falunak már a 19. században is volt mecsete. 1992. júliusában a boszniai szerb félkatonai erők lerombolták. Az épület teljesen kiégett. Az újjáépítés 2001-ben kezdődőtt.